# Lucien Kassi-Kouadio
Lucien Kassi-Kouadio (Costa de Marfil, 12 de diciembre de 1963 – 4 de diciembre de 2024) fue un futbolista marfileño que jugó en la posición de centrocampista.

## Carrera

### Club
| Periodo   | Club                   |
| --------- | ---------------------- |
| 1982-1984 | Stade d'Abidjan        |
| 1985-1986 | AS Cannes              |
| 1986-1987 | FC Montceau            |
| 1987-1994 | ASEC Mimosas           |
| 1994-1995 | Africa Sports National |

### Selección nacional
Jugó para Costa de Marfil en 14 ocasiones de 1986 a 1992 y anotó cinco goles; participó en la Copa Rey Fahd 1992 y en tres ediciones de la Copa Africana de Naciones.

## Logros

### Club
- Primera División de Costa de Marfil (4): 1990, 1991, 1992, 1993
- Copa de Costa de Marfil (2): 1984, 1990
- Coupe Houphouët-Boigny (1): 1990
- Campeonato de Clubes de la WAFU (1): 1990

### Selección nacional
- Copa Africana de Naciones (1): 1992